# No Other Land
Pour plus de détails, voir Fiche technique et Distribution.
No Other Land (de l'anglais, litt. « Pas d'autre terre ») est un film documentaire palestino-norvégien réalisé en 2024 par Basel Adra, Hamdan Ballal, Yuval Abraham et Rachel Szor, un collectif israélo-palestinien de quatre militants, qui traite de l'occupation israélienne en Cisjordanie, territoire palestinien, et des destructions de propriétés palestiniennes par Israël. Le film est conçu comme un acte de résistance sur le chemin de la justice pendant la guerre à Gaza commencée en 2023. Le film est sélectionné dans la section Panorama du 74e Festival international du film de Berlin, où il est présenté en première mondiale le 16 février 2024.
Il remporte le prix du public Panorama du meilleur film documentaire, le prix du meilleur documentaire de la Berlinale, et l'Oscar du meilleur film documentaire lors de la 97e cérémonie des Oscars le 2 mars 2025, alors qu'il n'est toujours pas distribué en salles aux États-Unis.

## Synopsis
Basel Adra, un jeune militant palestinien, résiste depuis son enfance au déplacement forcé de son peuple par l'armée israélienne à Masafer Yatta, une région de Cisjordanie, territoire palestinien occupé, et déclaré zone militaire par Israël dans les années 1980. Il filme la destruction progressive des villages de sa terre natale, dont les soldats israéliens démolissent les maisons et expulsent les habitants. Il se lie d'amitié avec Yuval, un journaliste israélien qui l'aide dans son combat, mais leur amitié est fragilisée par le fossé qui sépare leurs vies : Basel est confronté à une oppression et à une violence constantes, tandis que Yuval jouit de la liberté et de la sécurité.

## Fiche technique

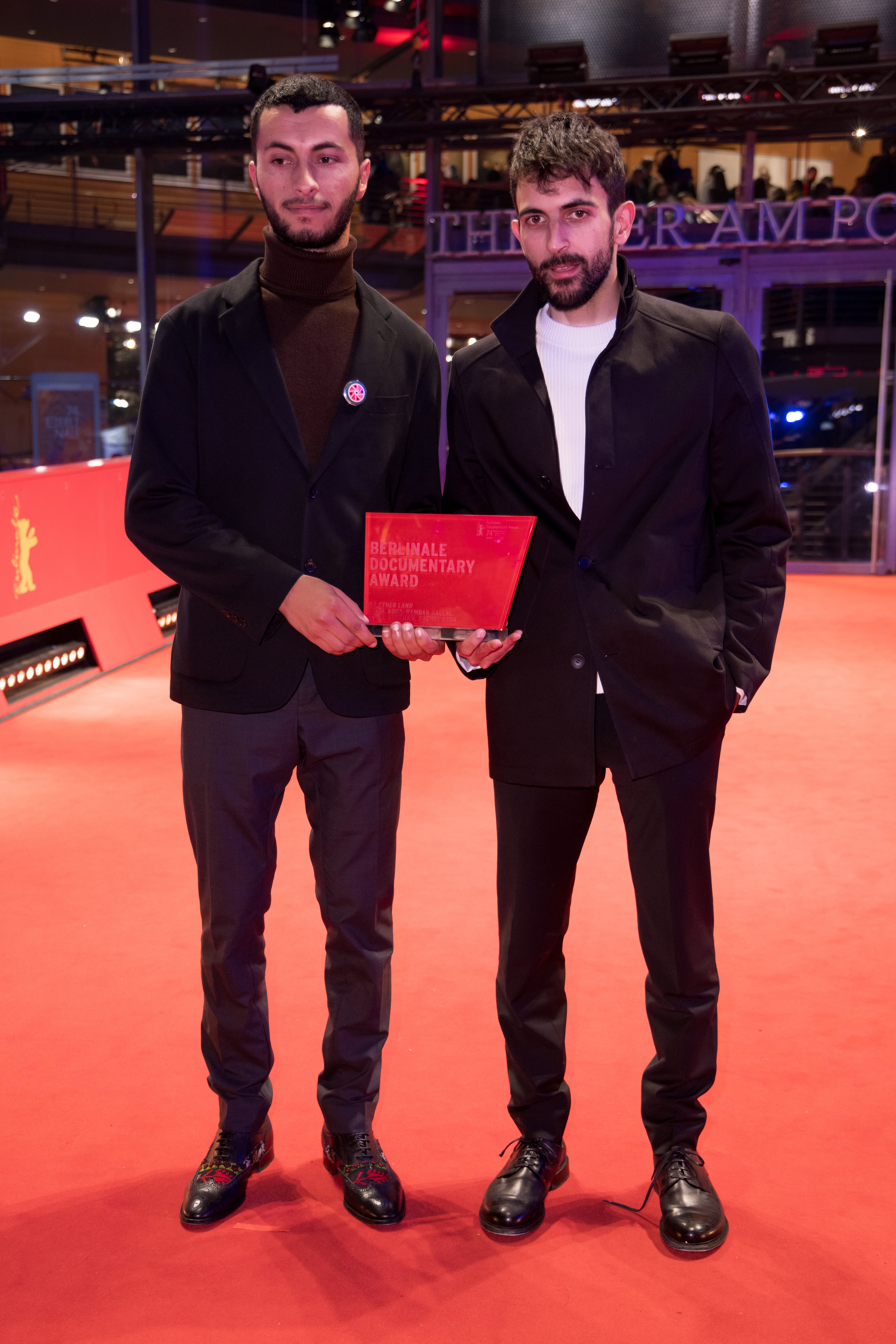
Basel Adra et Yuval Abraham, Prix du documentaire de la Berlinale pour No Other Land, Berlinale 2024.

Basel Adra, Hamdan Ballal, Yuval Abraham et Rachel Szor font avec ce film leurs débuts en tant que réalisateurs.

## Contexte
La région de Massafer Yatta, d'où est originaire Basel Adra, a été déclarée zone militaire par l'armée israélienne, qui occupe ce territoire palestinien. La Cour suprême israélienne a donné raison en mai 2022 à l'armée israélienne, dans une décision ouvrant la voie à l'expulsion des habitants des huit villages installés.
La colonisation de la Cisjordanie par Israël est régulièrement dénoncée par l'ONU comme étant illégale au regard du droit international.
L'intention d'un des co-réalisateurs, Yuval Abraham, était de montrer ce que vivent les Palestiniens afin de sensibiliser les Israéliens à la vie dans les territoires occupés.

## Appels à la censure en Israël, Allemagne et États-Unis
Le ministre israélien de la Culture Miki Zohar a appelé les institutions culturelles du pays à ne pas diffuser le film. De fait aucune salle de cinéma ne le diffuse, les uniques projections étant faites dans des salles initialement vouées à d'autres buts. L'Association pour les droits civils en Israël a protesté contre cet appel à la censure. 
La presse ultranationaliste israélienne a dénoncé avec virulence le documentaire, au contraire du journal Haaretz qui l'a défendu.
L'un des réalisateurs, Yuval Abraham, a déclaré que son intention était de montrer aux Israéliens une réalité qu'ils ne voient pas. Lors de son discours au festival du film de Berlin en mars 2024, il appelle à un cessez-le-feu dans la bande de Gaza et souligne la situation « d'apartheid » entre lui et Basel Adra, le coréalisateur : « Je suis israélien, Basel est palestinien. Et dans deux jours, nous allons revenir sur une terre où nous ne sommes pas égaux. » Son discours a déclenché un tollé sur les réseaux sociaux et dans la presse israélienne. Sa prise de parole a été jugée « antisémite » par des commentateurs en Israël et par des élus allemands, dont le maire de Berlin, Kai Wegner. La Berlinale s'est elle même retrouvée accusée de propager l'antisémitisme. Yuval Abraham ayant dénoncé le « génocide en cours à Gaza », une enquête a été diligentée par les autorités allemandes afin de déterminer comment des lauréats du festival du film de Berlin ont pu tenir des propos jugés « inacceptables » contre Israël, selon une porte-parole du gouvernement allemand. 
Aux États-Unis, le film peine à trouver des distributeurs, et n'en a aucun le jour où il reçoit l'Oscar. En Floride, le O Cinema, une institution culturelle qui l'a programmé, est menacé de fermeture par le maire de Miami Beach, Steven Meiner (en), qui accuse le film d'antisémitisme et de complicité dans « les attaques terroristes du Hamas et du Hezbollah » contre Israël. Les menaces de fermeture sont finalement retirées sous la pression de 700 réalisateurs, mais pour le quotidien suisse Le Temps, le film « révèle comment la liberté d'expression menace de se fracasser face au conflit israélo-palestinien ».

## Agressions et meurtre de membres de l'équipe
Dans les jours qui suivent la Berlinale, Yuval Abraham reçoit en ligne de nombreuses menaces de mort et une foule assiège sa maison familiale. Il est contraint d'interrompre son voyage pour des raisons de sécurité.
L'un des co-réalisateurs, Hamdan Ballal, est agressé le 24 mars 2025 à son domicile par des colons israéliens armés. Blessé à la tête et au ventre, il est évacué pour être soigné ; mais des soldats israéliens entrent dans l'ambulance et embarquent Hamdan Ballal et deux autres Palestiniens. Basel Adra, qui a assisté à l'arrestation, déclare qu'ils étaient « attaqués tous les jours (...)  comme une punition pour avoir fait ce film ». Ils sont détenus dans une base militaire israélienne, roués de coups par des soldats israéliens puis relâchés le lendemain. Hamdan Ballal a été agressé à plusieurs reprises depuis le début du tournage du film. En février 2025, Basel Adra avait également été encerclé et attaqué par des colons israéliens masqués. Selon Ouest-France « ce harcèlement violent des villageois palestiniens est désormais quotidien en Cisjordanie occupée » et une « mise en abime » de son documentaire.
Les raids de colons et de soldats israéliens contre les habitants de Masafer Yatta se sont multipliés depuis l'attribution de l'Oscar à No Other Land selon Radio France internationale. Le 28 mars 2025, lors d'une nouvelle attaque de colons cagoulés et armés de barres de fer, des habitations ont été mises à sac, au moins cinq Palestiniens ont été blessés et 22 autres arrêtés par l'armée israélienne, qui accompagnait les colons.
Le 29 juillet 2025, Awdah Hathaleen (dont le nom se transcrit également Odeh Hadalin), figurant du film, est abattu par un colon israélien dans le village d'Umm al-Khair en Cisjordanie occupée. Ce colon, Yinon Levi, partisan du mouvement pro-implantation sous le coup de sanctions internationales, a tiré à bout portant sur plusieurs Palestiniens, tuant le membre de l'équipe du film. L'assassin arrêté par la police israélienne est interrogé sans qu'aucune charge ne soit retenue contre lui.

## Distinctions

### Récompenses
- Le film a reçu des prix dans des festivals de cinéma, notamment:
  - Berlinale 2024 : meilleur documentaire
  - Festival international du film de Copenhague
  - Festival international du film de Vancouver[4].
- Oscars 2025 : meilleur film documentaire